# Margaret de Bohun (Adlige, 1121)
Margaret de Bohun (auch Margaret of Gloucester oder Margaret of Hereford) (* 1121; † zwischen Oktober 1196 und Oktober 1197) war eine englische Adlige.

## Herkunft und Heirat
Margaret entstammte dem anglonormannischen Haus Pitres. Sie war das älteste von sieben, eventuell von acht Kindern von Miles de Gloucester, 1. Earl of Hereford und von dessen Frau Sybil († nach 1143), die Tochter und einzige Erbin von Bernard de Neufmarché, dem normannischen Eroberer des walisischen Königreichs Brycheiniog. Damit stammte sie über ihre Mutter von dem walisischen König Gruffydd ap Llywelyn und von der angelsächsischen Adligen Ealdgyth von Mercia ab. Vermutlich bereits als Jugendliche wurde sie mit dem wesentlich älteren Baron Humphrey de Bohun († 1165), dem Lord of Trowbridge aus dem Haus Bohun verheiratet.

## Haupterbin der Güter ihrer Familie
Als im Oktober 1165 Mahel, ihr letzter überlebender Bruder wie seine anderen Brüder kinderlos starb, wurde Margaret zusammen mit ihren Schwestern Bertha und Lucy zur Erbin der umfangreichen Besitzungen ihres Vaters. Der Besitz wurde jedoch nicht gleichmäßig geteilt, und Margarete erhielt mit etwa zwei Drittel der Ländereien den Hauptteil der Besitzungen in England, während Bertha und ihr Ehemann William de Braose Brecon und Abergavenny Castle in den Welsh Marches erhielten. Erst in den 1190er Jahren gelang es ihrer Schwester Lucy, zusammen mit ihrem Mann Herbert fitz Herbert wenigstens einen Teil des Erbes in England zu erhalten.

## Familienoberhaupt der Bohuns
Als Margaret den Großteil der Besitzungen ihres Vaters erbte, war sie vermutlich bereits verwitwet und über 40 Jahre alt. Sie heiratete nicht erneut und verwaltete ihre Güter selbst. Obwohl sie eine ernsthafte Verwalterin ihrer Güter war, musste sie einer Reihe von Vasallen Zugeständnisse machen, da sie als Witwe ihre Rechte nur bedingt durchsetzen konnte. Dabei lenkte sie geschickt das Schicksal ihrer Familie, vor allem ihres ältesten Sohnes Humphrey. Durch ihre Fürsprache erhielt er spätestens 1173 das erbliche Amt des Royal Constable, das bereits ihr Vater innegehabt hatte. Nachdem ihr Sohn 1181 gestorben war, übernahm sie die Vormundschaft für ihren Enkel Humphrey und verwaltete dessen Erbe.

## Religiöse Stifterin
Persönlich war Margaret vermutlich sehr religiös. Sie stiftete, ähnlich wie andere adlige Witwen, der Kirche eine Reihe von Gütern. Sie bestätigte und bezeugte nicht weniger als 33 Urkunden, die meist zugunsten des Augustinerpriorats Llanthony Secunda bei Gloucester, wo zahlreiche ihrer Angehörigen begraben wurden, ausgestellt wurden. Ihre Urkunden spiegeln ihre Sorge um das Seelenheil ihrer Brüder wider, die ihre Versprechungen gegenüber der Kirche nicht eingehalten hatten oder einhalten konnten. Weitere, jedoch kleinere Schenkungen machte sie zugunsten von Gloucester Abbey und des Monkton Farleigh Priory in Wiltshire, das schon Schenkungen von ihrem Ehemann erhalten hatte. Ihr Enkel Humphrey übernahm bereits als Jugendlicher um 1190 die Verwaltung seiner Güter. Im Mai 1194 ließ sich die über 70-jährige Margaret aufgrund einer Krankheit am Königshof entschuldigen, und ihre letzte Schildgeldzahlung erfolgte im Herbst 1197. Sie starb zwischen Oktober 1196 und Oktober 1197, das gelegentlich genannte Todesjahr 1187 ist falsch. Nach ihrem Tod fielen auch ihre eigenen Güter an ihren Enkel Humphrey. Sie wurde in Llanthony Secunda Priory begraben.

## Nachkommen
Mit ihrem Mann hatte sie mindestens fünf Kinder, darunter:
- Humphrey de Bohun († 1181)
- Margery de Bohun ⚭ Waleran de Beaumont, 4. Earl of Warwick